# Lac Sidenreng
Le lac Sidenreng (en indonésien Danau Sidenreng) est un lac d'eau douce situé dans le sud de l'île indonésienne de Sulawesi, dans la province de Sulawesi du Sud, à 25 km à l'est de la ville de Pare-Pare.
La superficie du lac est de 311 km2. Le lac est situé à une altitude de 50 mètres. 

## Faune
Le lac possède deux espèces de poisson qui lui sont endémiques, ainsi qu'au lac Tempe voisin, situé à 6 km au sud-est : l'oryzias celebensis et le telmatherina ladigesi.